# Наимбана, Джон
Джон Фредерик (Генри Гранвиль) Наимбана (англ. John Frederick (Henry Granville) Naimbanna; 1768 — 17 июля 1793 года) — принц королевства Койя. В 1791 году был отправлен своим отцом, королём (обайем) Наимбаной II в Англию. Там он обучался наукам и принял христианство. Джон Наимбана мечтал распространить христианство у себя на родине. После смерти отца он должен был стать новым монархом Койи. Поэтому, в июле 1793 года он покинул Великобританию и отправился назад в Африку. Во время плавания он заболел лихорадкой и умер во Фритауне. После смерти принца его мать обвинила британцев в его отравлении, что вызвало дипломатический кризис между британской колонией Сьерра-Леоне и королевством Койя.

## Биография
Джон Фредерик родился в 1768 году на территории нынешнего Сьерра-Леоне. Он был сыном Наимбаны II, правителя королевства Койя народа темне. Его отец, до того как стать монархом, был правителем города Робанны, недалеко от устья Сьерра-Леоне. Наимбана II был прогрессивным правителем, сторонником вестернизации своего государства. У короля было трое сыновей, которых он решил отправить в Великобританию, Португалию и Османскую империю для изучения протестантизма, католицизма и ислама соответственно. Джон Фредерик был старшим сыном короля. По описанию британцев он был «лёгким, мужественным и самоуверенным».

### Путешествие в Англию
В 1791 году Джон был отправлен в Англию на небольшом торговом шлюпе «Чибис».
Современник так описывал полный перечень его одежды, когда он покидал Африку: «Принц был украшен старинным синим плащом, перевязанным широким золотым галуном, был одет в чёрный бархатный камзол, имел с собой пару белых атласных бриджей, пару рубашек с двумя или тремя парами брюк из ситца». В момент отъезда в Европу ему было 23 года.
Прибыв в Англию, он попал под опеку реформатора Генри Торнтона. Для Джона были подобраны учителя, которые обучили его чтению, письму и другим наукам. Важной чертой его характера была жажда знаний. Примерно через полтора года после прибытия в Англию он уже мог читать и писать письма на английском, также познакомился с арифметикой и первыми элементами математики. Кроме того, приобрёл много общих знаний. Его учителя говорили, что Джон Фредерик часто просил их продлить время, отведённое на занятия. Он тратил на чтение не менее восьми или десяти часов в день и был благодарен любому, кто помогал ему в изучении чего-то нового и полезного. Наибольшие успехи Наимбана имел в богословии. Он с большим уважением относился к христианским проповедникам, которых хотел пригласить в свою страну для распространения религии среди африканцев. В октябре 1792 года он был крещён в Клэпхэме, получив новые имена Генри и Гранвиль в честь Генри Торнтона и Гранвилля Шарпа.
Джон Наимбана обладал справедливым, но вспыльчивым характером. Известен случай, когда он увидел, как англичанин бьёт свою лошадь палкой. Наимбана посчитал это несправедливым и хотел застрелить хозяина лошади из ружья.
Анна-Мария Фальконбридж, современница Джона Фредерика, так описала принца: «Лицом он не был красив, но манеры его были чрезвычайно приятны, а нрав добр и ласков; в то же время чувства его были быстры и ревнивы, и нравом он был очень буйным, а также гордым и пренебрежительным, хотя и испытывал большие трудности из-за отсутствия начального образования, но проявлял признаки хорошего восприятия и, казалось, был точен в выяснении истинного характера людей».
Однажды он присутствовал в Палате общин во время дебатов о работорговле. Он выступал против работорговли и обещал убить тех белых, которые будут торговать чёрными рабами. Наимбана услышал, как один из британцев, выступавший за работорговлю, сказал несколько фраз, унизительных для негров. Чёрный принц был так взбешён этим, что выбежал из Палаты общин на улицу и начал громко и яростно кричать: «Я убью этого человека, где бы я его ни встретил!»
При этом Джон Наимбана заботился о репутации своей страны и боялся, что из-за его рассказов у слушателей может сложиться негативное впечатление о ней. Поэтому, за исключением отдельных случаев, воздерживался от точных ответов о африканском обществе, нравах, искусстве и культуре. Также он старался избегать сильных эмоций и изумления прогрессу, который он увидел в Англии, чтобы окружающие не сделали вывод об ущербности африканских стран. Хотя у него не всегда это получалось. Известен такой случай, когда он приехал в Лондон, его отвели в собор Святого Павла. Величие собора, по мнению сопровождавших его англичан должно было произвести впечатление на принца. Они провели Джона Фредерика до самой верхней части здания, откуда можно было видеть панораму всей округи. Когда африканец увидел город с высоты птичьего полёта, у его началась паническая атака из-за боязни высоты. Ужас так охватил чёрного принца, что он поспешил спуститься и не останавливался, пока не оказался на церковном дворе. Там он поблагодарил бога за то, что тот пощадил его. Когда его спросили о причине такого странного поведения, он сказал, что, взглянув вниз с вершины собора Святого Павла, был поражён близостью смерти — и, чтобы не свалиться с вершины собора, он вынужден был убежать.

### Возвращение и смерть
В начале февраля 1793 года умер король Немгбана II. Джон Фредерик получил известие о смерти отца лишь в начале лета. Принц был вынужден вернуться на родину, так как был одним из претендентов на трон. Накануне возвращения он чувствовал большую тревогу из-за множества новых обязанностей, которые должны были быть возложены на него.
В июне 1793 года он поднялся на борт одного из судов компании Сьерра-Леоне, названного в честь его отца «Наимбанна», и отправился в Африку.
Во время своего плавания принц почти постоянно был занят обдумыванием тех трудностей, с которыми, как он думал, ему придётся столкнуться по возвращении в Африку. Он имел большие планы по распространению христианства в своих землях. Из-за перемены климата Джон Фредерик у его началась лихорадка.
Состояние принца ухудшалось, и 14 июля он велел написать завещание. В соответствии с завещанием его брат Варфоломей должен был взять на себя управление имуществом Джона Фредерика, пока его сын Люсьен не достигнет совершеннолетия. В соответствии с последней волей принца он должен был возместить продуктами питания суммы, авансированные компанией Сьерра-Леоне Джону Фредерику во время его пребывания в Англии. Также Джон Фредерик просил брата прекратить работорговлю в своих землях.
Когда судно прибыло в Сьерра-Леоне, принца доставили на берег в резиденцию губернатора во Фритауне. Вскоре туда прибыли его мать Ямакопра с братом Варфоломеем в сопровождении других родственников. Джон Фредерик Наимбана умер около семи часов вечера 17 июля 1793 года, примерно через двенадцать часов после того, как вернулся из своего путешествия. Смерть была зафиксирована врачом компании Сьерра-Леоне, доктором Уинтерботтом, который также присутствовал при смерти его отца.
Смерть молодого принца породила кризис, который чуть не вылился в войну. Королева Ямакопра, мать Джона Фредерика, обвинила капитана «Наимбаны» Вулиса в отравлении её сына.

### Конфликт после смерти принца
Ямакопра изложила свои обвинения в письме, которое принц Варфоломей доставил британцам во Фритаун. Темне, согласно обычаю, созвали собрание для решения этого конфликта. 2 августа темне и несколько других африканских племён во главе со своими правителями встретились с британцами, чтобы обсудить смерть принца. Британцы стремились вести переговоры с позиции силы. Они объявили, что совет компании Сьерра-Леоне направил им на помощь «охрану и группу констеблей». Также были вооружены все британцы, находящиеся в колонии, и начат сбор ополчения из чёрных лоялистов. Вождь афро-португальского происхождения из залива Форо, которого британцы звали синьор Доминго, изложил требования матери покойного. Ямакопра «требовала, чтобы ей была немедленно выплачена сумма в 600 слитков золота, и только в этом случае она отбросит все мысли о войне». Британцы не сочли эти требования серьёзными, так как знали, что после смерти мужа Ямакопра не имеет больше власти для принятия таких решений. Тогда вдовствующая королева прибыла лично и потребовала, чтобы капитан Вулис прошёл испытание употреблением ядовитого напитка — «красной воды». Губернатор колонии Уильям Доус потребовал предоставить доказательства вины капитана. Были предоставлены показания негра, матроса судна «Наимбанна», который утверждал, что якобы готовил ромашковый чай для Джона Фредерика, после употребления которого принцу стало плохо. Показания эти не были приняты к сведению, так как этот матрос неоднократно был наказан за нарушение дисциплины и в конечном итоге уволен с корабля. Королеве же припомнили историю, когда она во время чаепития с британскими аристократами украла чайную ложечку и была разоблачена бывшим губернатором Кларксоном. После этого рассказа африканская королева была так опозорена перед присутствующими, что была вынуждена отказаться от обвинений и покинула собрание. После этого британцы зачитали завещание Джона Фредерика, по которому брат покойного должен был выдать жителям колонии значительное количество продуктов питания, что в дальнейшем помогло колонистам пережить сезон дождей.

## Семья
У Джона Наимбаны было две жены, однако после принятия христианства он был вынужден отказаться от одной из них. Он отказался от первой жены, так как от второй у него был ребёнок, единственный сын Люсьен. После смерти Джона Наимбаны его сын по завещанию был отдан на попечительство его брата Джона Фредерика Варфоломея.